# Sant’Agata li Battiati
Sant’Agata li Battiati település Olaszországban, Szicília régióban, Catania megyében. Lakosainak száma 9351 fő (2023. január 1.). Sant’Agata li Battiati Catania, Gravina di Catania, San Giovanni la Punta és Tremestieri Etneo községekkel határos.

## Népesség
A település lakossága az elmúlt években az alábbi módon változott:
| Lakosok száma | 9505 | 9518 | 9351 |
|               | 2017 | 2018 | 2023 |